# 朝开铁路
朝开铁路是起自吉林省延边朝鲜族自治州延吉市境内的朝阳川镇，连接长图铁路上的朝阳川站，至延邊朝鮮族自治州龙井市开山屯口岸的开山屯站止，跨图们江上有铁路桥连接朝鲜咸鏡北道穩城郡三峰勞動者區三峰站，全长60公里，营业里程58.2公里。龙井至开山屯站间线路已废弃，图们江桥上线路已拆除。
本线修筑的意义在于以最短路程联络哈尔滨、吉林市与日本海——当时称吉会线，吉林至朝鲜会宁，然后至清津港。
朝开铁路在龙井站接和龙铁路。朝阳川站至龙井站之间的线路也是正在建设中的东边道铁路的组成部分。

目前桥上铁轨已拆除。

## 线路
龙井一带为平原，其它皆为山岳地带。沿线主要河流有海兰河、八道河、石门子河、滋洞河等。沿线以农产品为主，森林资源较丰富。龙井是间岛省的主要商埠地，开山屯与朝鲜只一江之隔。全线位于吉林省境内，由图们铁路分局管辖。
朝开线设计标准：轨距1435毫米；最小曲线半径300米，图们江桥前后因地势限制为250米；最大坡道下行15‰，上行18‰；站内股道有效长300～350米，预留500米；40公斤／米钢轨；正线枕木配置每公里1500根；30厘米厚砂子道床；桥梁载重L一20级；通信线路2.9毫米铜线3对，4，5毫米铁线4对。
全线有隧道5座、2328延长米，施工时，采用上下导坑，人力开挖。青林、石门子两隧道东西洞口地段因有粘质土壤，增设了仰拱，加强了洞口稳定性。
1995年，线路总延展长度为73.4公里，其中正线58.4公里，站线12·1公里，段管线2.3公里，岔线400米，特别用途线200米；在正线中43公斤/米钢轨58.2公里，50公斤/米钢轨0.2公里；有桥梁17座、794米；涵渠146座、3411米。

## 历史

### 前身
朝开线的前身，是1922～1924年间建成的中日官商合办的老头沟至开山屯（旧称图们江岸站）的天图轻便铁路。日本为谋取吉会路，曾于1926年7月，借口天图轻便铁路营业不振，要求延长吉敦铁路并将天图轻便铁路改筑为标准轨铁路。由于东三省地方政府一致反对，没得展筑。

### 修建
1932年5月3日，日本内阁决定修建敦图铁路的同时，决定修建由朝阳川站分岔经龙井村至上三峰的线路。该段线路可使满、鲜铁路成为一个整体，不仅可以补助敦图线的运输和朝鲜罗津港的吞吐能力，而且联结北鲜铁路至清津港，是日、满间最捷径路线之一，为日本重要的军事通道。
1933年2月9日满洲国以635万元收买了天图轻便铁路的全部财产，并将其改为标准轨铁路，并且将朝阳川至龙井、八道河、开山屯之间的线路，进行部分裁弯取直，缩减至21公里。改筑后，老头沟至延吉段并入敦图线，朝阳川至开山屯改称朝开线。
朝开线改筑工程1932年测量，1933年1月由满铁建设局主办施工，5家日本包商承包。图们建设事务所负责施工监督。
1934年3月末完成铺轨，同年4月1日正式运营。铺轨自朝阳川站中心至图们江桥朝鲜侧桥台向朝鲜侧延至300米，共铺轨59.128公里。完成路基土石方279万立方米，每天出工人数多达1200人，重点地段翻斗车运土石。全线有钢桥15座，其中上承钣梁8座，工字梁7座。桥基础为扩大和桩基两种。
1940年，龙井至青道间修建了一条煤矿支线，长51公里，现已拆除。
同年10月，朝开线每日开行客货列车多达11对。
1941年发送旅客82万人，发送货物22.8万吨，到达货物51.9万吨。
1946年4月因军事需要，龙井至开山屯段停运。
1949年12月12日，开山屯化学纤维浆厂恢复生产，吉林铁路管理局组织人力物力于1950年4月15日至6月末修复全线，7月1日正式通车恢复运营。当时牵引定数为：解放型机车牵引，上行为600吨，下行为800吨。

## 图们江铁路桥

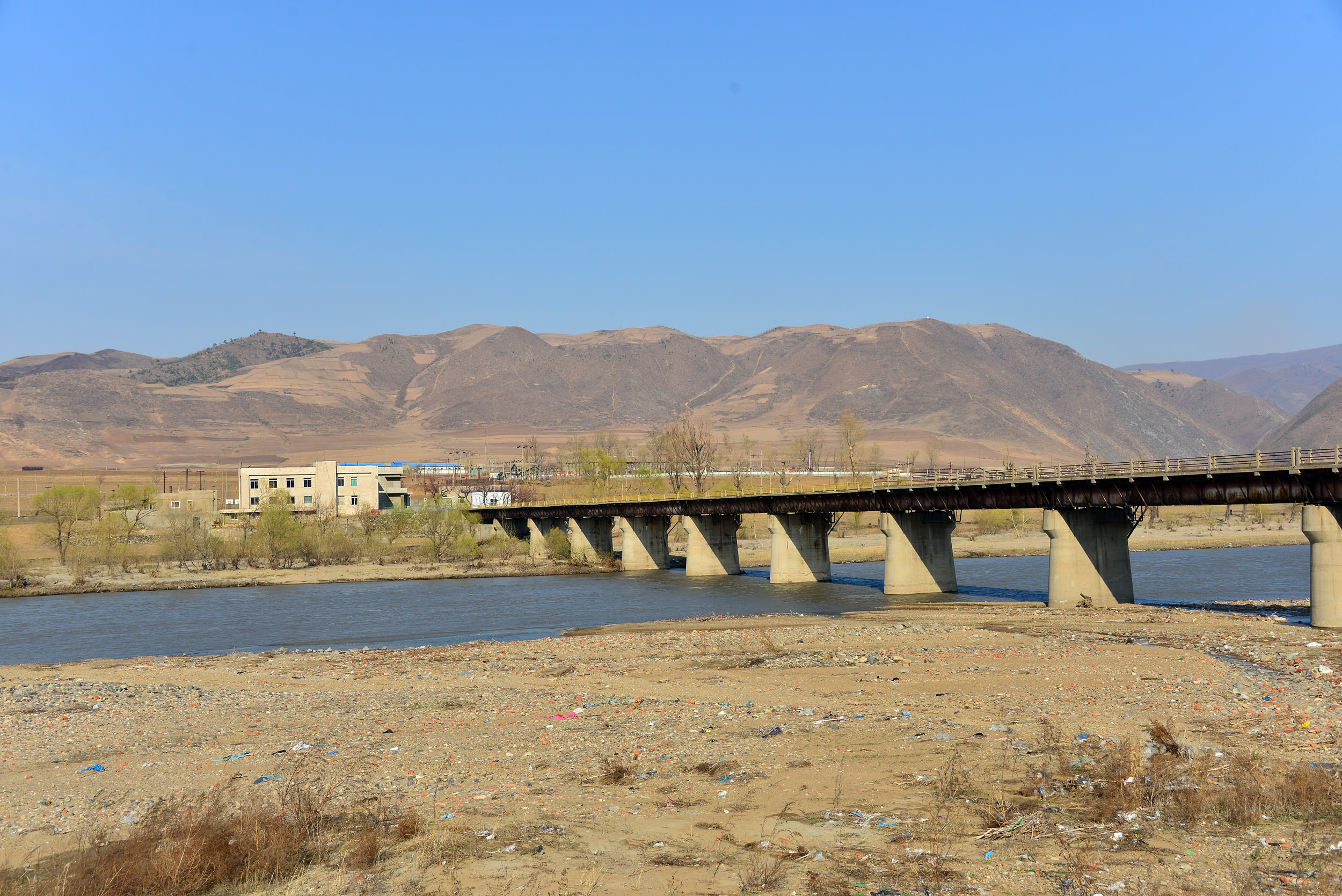
图们江開山屯鐵路橋

朝开铁路在图们江上有铁路桥连接朝方的上三峰站。该桥始建于1926年10月，1927年10月建成完工，是日本继1924年建成天圖鐵路以后，为加紧建成连接吉林市与朝鲜会宁的吉会铁路而修筑的铁路桥梁。
本桥全长323·679米，为22.3×14孔上承钣梁桥，桥墩建于1927年。当时日本为谋取吉会铁路，暗自按标准轨距设计，但又恐被看穿，故决定桥墩水面下部按标准轨建造，水面上部按窄轨标准建造·实际桥墩均按标准轨距施工。因此，1934年，天图铁路改为标准轨距铁路以后，该桥只用26天就将轻铁钢梁更换为标准轨上承钣梁，将窄轨及公路两用桥改为标准轨及公路两用桥。
目前桥上铁轨已拆除。